# Gaussiran Glacier
Gaussiran Glacier är en glaciär i Antarktis. Den ligger i Östantarktis. Australien gör anspråk på området. Gaussiran Glacier ligger 793 meter över havet.
Terrängen runt Gaussiran Glacier är huvudsakligen kuperad, men åt nordväst är den bergig. Trakten är obefolkad. Det finns inga samhällen i närheten. 